# 御蔵島村

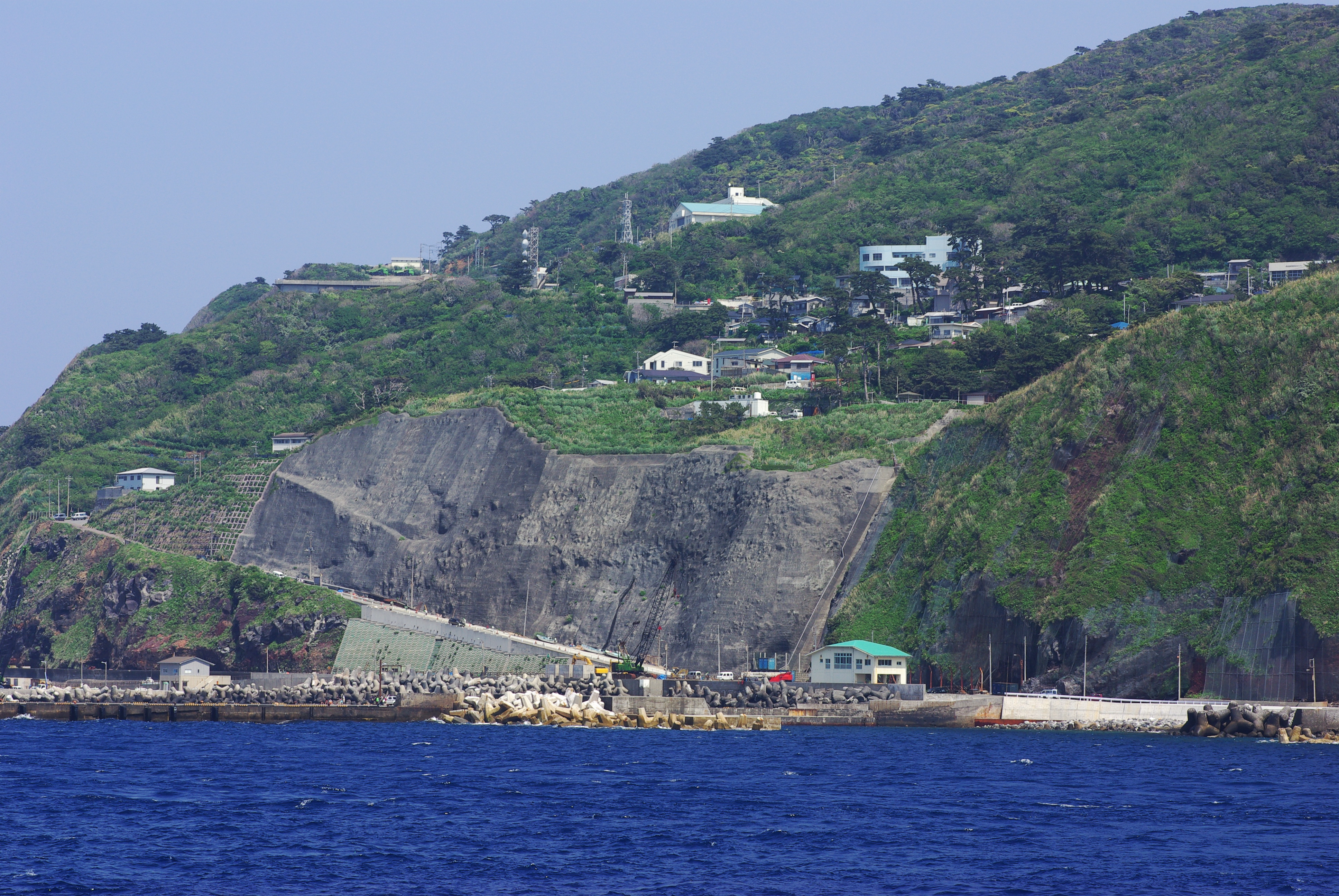
御蔵島港付近（2008年4月）

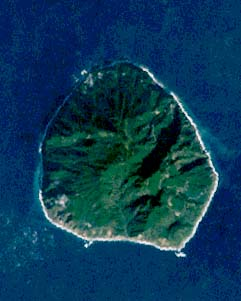
ランドサット衛星写真

御蔵島村（みくらじまむら）は、東京都の島嶼部に位置する村。
伊豆諸島中部の御蔵島および無人島の藺灘波島（いなんばじま）を区域とする。東京都島嶼部には郡の区域を画されていないため、住所は「東京都御蔵島村」が正式な表記である。所管する東京都の支庁は三宅支庁。

## 地理
御蔵島は、東京都心の南約200キロメートルの太平洋上に浮かぶ断崖絶壁の伊豆諸島の島である。藺灘波島を含む村域の面積は20.58平方キロメートル、世帯数は173世帯、人口は331人（2020年8月1日時点）である。最高峰の御山は標高851メートルである。
住所（大字）は、村役場周辺の「入かねが沢」および南東側の「南郷」を除き全て無番地である。

### 河川
- ボロ沢
- 平清水川
- えいが川
- 大島分川

### 池沼・湿原
- 御代が池
- 鈴原湿原

## 歴史
- 1923年（大正12年）10月1日 - 島嶼町村制を施行する。御蔵島を所管する出先機関は大島島庁（後に大島支庁）となり、御蔵島村が置かれる。[2][3]
- 1943年（昭和18年）4月1日 - 所管する出先機関が、大島支庁から分立した三宅支庁となる。

### 変遷表
| 御蔵島村村域の変遷表 | 御蔵島村村域の変遷表 | 御蔵島村村域の変遷表 | 御蔵島村村域の変遷表 | 御蔵島村村域の変遷表 | 御蔵島村村域の変遷表 |
| 1923年 以前          | 1923年 以前          | 1923年 10月1日       | 1923年 - 1987年      | 1987年 - 現在        | 現在                 |
| -------------------- | -------------------- | -------------------- | -------------------- | -------------------- | -------------------- |
|                      | 御蔵島村             | 御蔵島村             | 御蔵島村             | 御蔵島村             | 御蔵島村             |

## 人口
2016年10月1日現在で過疎地域に属さない市町村で最も人口が少ない。
| |                                          |  |
| 御蔵島村と全国の年齢別人口分布（2005年） | 御蔵島村の年齢・男女別人口分布（2005年） |  |
| ■紫色 ― 御蔵島村 ■緑色 ― 日本全国 | ■青色 ― 男性 ■赤色 ― 女性                |  |
| 御蔵島村（に相当する地域）の人口の推移 \| 1970年（昭和45年） \| 203人 \| \| \| 1975年（昭和50年） \| 177人 \| \| \| 1980年（昭和55年） \| 225人 \| \| \| 1985年（昭和60年） \| 260人 \| \| \| 1990年（平成2年） \| 293人 \| \| \| 1995年（平成7年） \| 275人 \| \| \| 2000年（平成12年） \| 308人 \| \| \| 2005年（平成17年） \| 292人 \| \| \| 2010年（平成22年） \| 348人 \| \| \| 2015年（平成27年） \| 335人 \| \| \| 2020年（令和2年） \| 323人 \| \| |                                          |  |
| 総務省統計局 国勢調査より |                                          |  |
| 1970年（昭和45年） | 203人                                    |  |
| 1975年（昭和50年） | 177人                                    |  |
| 1980年（昭和55年） | 225人                                    |  |
| 1985年（昭和60年） | 260人                                    |  |
| 1990年（平成2年） | 293人                                    |  |
| 1995年（平成7年） | 275人                                    |  |
| 2000年（平成12年） | 308人                                    |  |
| 2005年（平成17年） | 292人                                    |  |
| 2010年（平成22年） | 348人                                    |  |
| 2015年（平成27年） | 335人                                    |  |
| 2020年（令和2年） | 323人                                    |  |

## 行政
村長
- 徳山 正彦（任期満了日：2027年10月22日）

過去の村長
- 広瀬 久雄（ひろせ ひさお、2007年10月23日 - 2023年10月22日）[4]

御蔵島村は、戸籍が電算化されていない最後の自治体だったが、2020年に完了した。

## 議会

### 村議会
- 定数：6人、現員：6人（任期満了日: 2027年4月30日）[7]
- 議員名簿（2023年10月15日現在）
  - 栗本 道雄　議長 
  - 広瀬 旭治　副議長
  - 黒田 正道
  - 栗本 真一 
  - 砂原 奈美子
  - 西川 理恵

### 都議会
2025年東京都議会議員選挙
- 選挙区：島部選挙区
- 定数：1人
- 任期：2025年7月23日 - 2029年7月22日
- 投票日：2025年6月22日
- 当日有権者数：18,912人
- 投票率：58.17％

| 候補者名 | 当落 | 年齢 | 所属党派   | 新旧別 | 得票数  | 備考                                |
| -------- | ---- | ---- | ---------- | ------ | ------- | ----------------------------------- |
| 三宅正彦 | 当   | 53   | 無所属     | 現     | 6,148票 | 2025年6月23日に自民党は追加公認した |
| 伊藤奨   | 落   | 34   | 国民民主党 | 新     | 3,050票 |                                     |
| 奥村光貴 | 落   | 25   | 再生の道   | 新     | 1,449票 |                                     |

### 衆議院
- 選挙区：東京3区（品川区、島嶼部）
- 投票日：2024年10月27日
- 当日有権者数：362,508人
- 投票率：56.83％

| 当落 | 候補者名   | 年齢 | 所属党派     | 新旧別 | 得票数   | 重複 |
| ---- | ---------- | ---- | ------------ | ------ | -------- | ---- |
| 当   | 石原宏高   | 60   | 自由民主党   | 前     | 61,660票 | ○    |
| 比当 | 阿部祐美子 | 60   | 立憲民主党   | 新     | 54,178票 | ○    |
|      | 奥本有里   | 47   | 国民民主党   | 新     | 30,351票 | ○    |
|      | 吉平敏考   | 43   | 日本維新の会 | 新     | 25,745票 | ○    |
|      | 香西克介   | 48   | 日本共産党   | 新     | 12,056票 |      |
|      | 川口めぐみ | 51   | 無所属       | 新     | 8,822票  |      |
|      | 植木洋貴   | 42   | 参政党       | 新     | 8,731票  |      |

## 学校

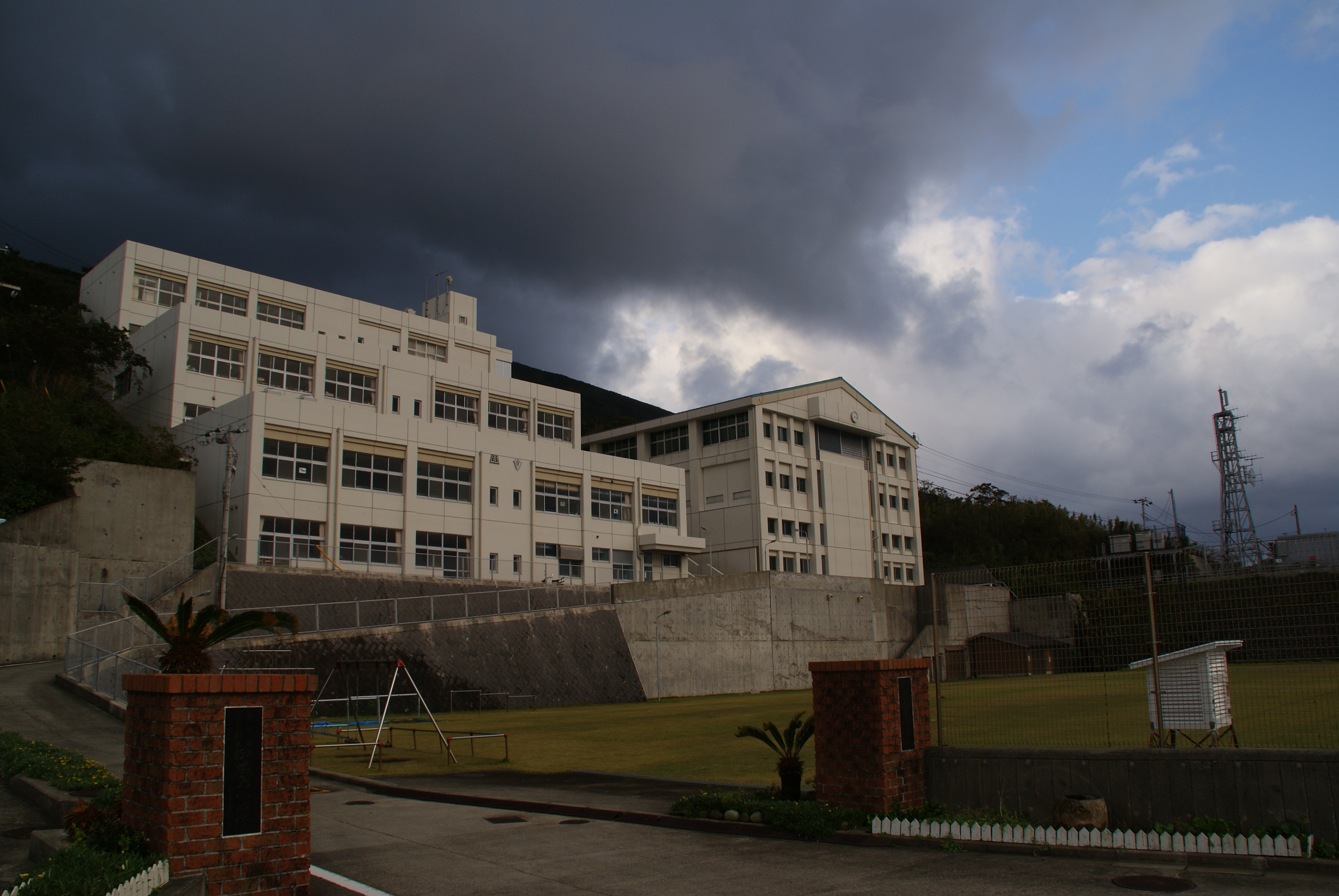
御蔵島小中学校

- 御蔵島村立御蔵島小中学校

### 高等学校
- 村内に通学制の高校はなく、進学希望者は島外に出る必要がある。
- 村内には通信制高校のスクーリング会場や学習センターも存在しない。

## 公共機関

### 警察
- 警視庁三宅島警察署が三宅村と御蔵島村を管轄している。村内には御蔵島駐在所がある。

## 産業
現在はドルフィンウォッチング・巨木を中心とした観光業がメインだが、2020年現在、島には宿が6軒と村営のバンガローが7棟あるのみである。そのため村の観光協会では「宿泊の予約がない人は上陸できない」旨の通知を出している。
島内全域が国立公園であるため、キャンプ（野宿）は禁止されている。また、定期船の就航率が高くないため、日帰りは基本的に出来ないとしている。
島内には食料品および生活用品を扱う商店が2軒と土産物屋1軒、また農漁協の購買部がある。

### 通信
- 一般電話
市外局番は三宅支庁共通の04994、市内局番は御蔵島村の8である（村内の電話番号は04994-8-xxxxとなる）。
- 携帯電話・PHS
NTTドコモのFOMA、au、SoftBankの3Gが、それぞれサービスエリアとなっている。

### 日本郵政グループ
データは2019年11月現在。
郵便番号は村全域が100-1301である。
- 日本郵便株式会社
  - 御蔵島郵便局（郵便窓口は土曜・休日も開設）ゆうちょ銀行ATMのホリデーサービス実施局。
  - 新東京郵便局御蔵島郵便集配所（御蔵島郵便局と併設）

### 将棋との関連
高級将棋駒の材料として使われる黄楊の産地である。
2003年から「ツゲ駒感謝の日」を制定してイベントを開催。その将棋の普及への功績から、2023年、日本将棋連盟から大山康晴賞が授与された。

## 交通

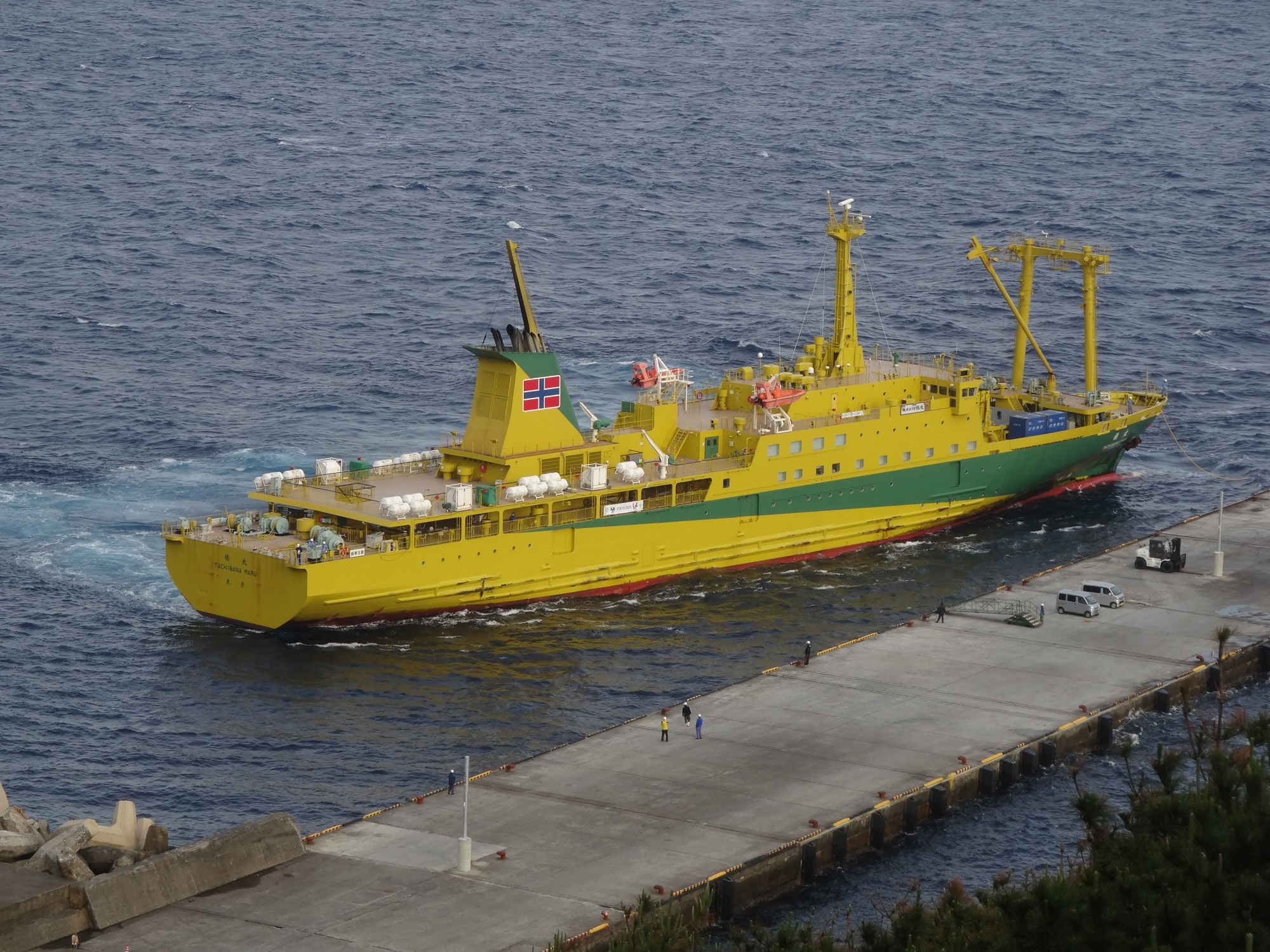
御蔵島港に接岸中の橘丸

### 海運
- 貨客船（毎日運航）
  - 東海汽船「さるびあ丸」、「橘丸」
  - 東京港（竹芝桟橋） - 三宅島 - 御蔵島 - 八丈島

かつては本土からの直行便が限られていたため、三宅島 - 御蔵島（伊豆諸島開発）の船便があった。
　天候不良等による欠航が多く、年間の就航率は60％前後、冬場は30％まで落ち込む月もある。
- 貨物船（週1便、木曜日に運航）
  - 伊豆七島海運「第八日祥丸」
  - 東京港 - 御蔵島

貨物船のため一般客は乗船できない。

### 航空
- ヘリコミューター（毎日運航）
  - 東邦航空（東京愛らんどシャトル）
    - 八丈島空港 - 御蔵島
    - 三宅島空港 - 御蔵島

八丈島において羽田空港発着のANA便と、三宅島においては調布飛行場発着の新中央航空便との乗継が可能。

### 島内交通
村内に国道はない。また、都道については東京都道223号御蔵島環状線がある。
村内を営業区域とするバス路線、タクシー業者、レンタカー・レンタサイクル業者はない。また村内道路は急勾配のため自転車の使用が禁止されており、持ち込んでも乗ることはできない。

## 観光
- 稲根神社 (御蔵島村)
- ドルフィンウォッチング

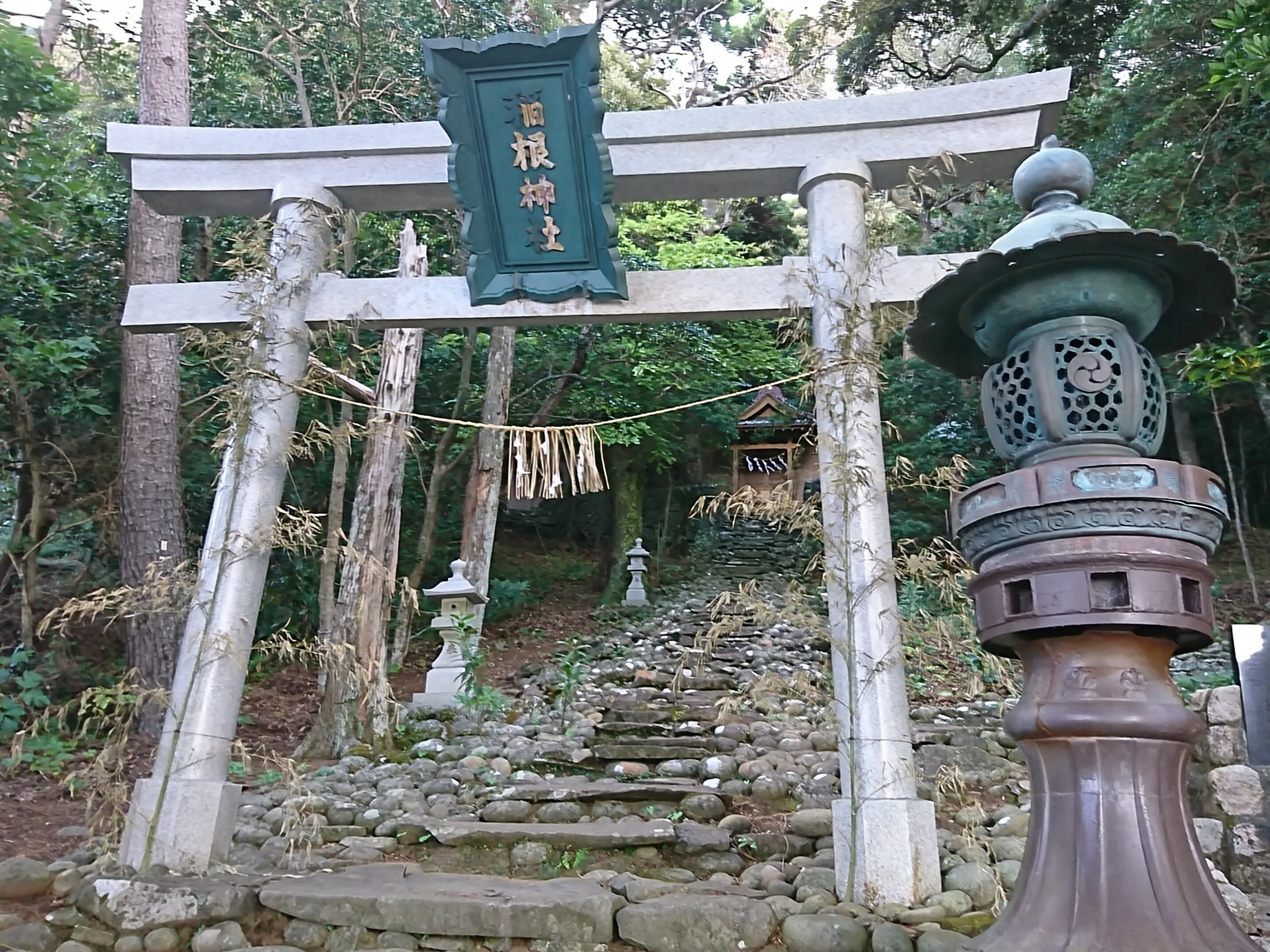
稲根神社（御蔵島村）

- 森林散策(村内の多くはガイドの案内がないと立入禁止とされるエリアがほとんどである。)

## 出身者
- 廣瀬花子 - フリーダイビング選手
- 奥山交竹院 - 絵島生島事件の関係者